# Mycerobas carnipes
Il frosone alibianche (Mycerobas carnipes Hodgson, 1836) è un uccello passeriforme della famiglia dei Fringillidi.

## Tassonomia
Se ne conoscono tre sottospecie:
- Mycerobas carnipes carnipes Hodgson, 1836, diffusa dall'Afghanistan attraverso l'altopiano del Tibet e l'Himalaya fino alla Cina centrale;
- Mycerobas carnipes merzbacheri Schalow, 1908, diffusa in Asia Centrale ed in Cina nord-occidentale;
- Mycerobas carnipes speculigerus Brandt, 1841, diffusa dall'Iran nord-orientale al Pakistan settentrionale.

## Distribuzione
Questa specie è diffusa dall'Iran nord-orientale attraverso l'Himalaya e l'altopiano del Tibet fino alla Mongolia meridionale.
Il frosone alibianche è un abitatore delle foreste d'alta quota: lo si trova con maggiore frequenza fra i 2500 ed i 4000 m, solitamente associato al ginepro.

## Descrizione

### Dimensioni
Misura fra i 21 ed i 23 cm di lunghezza, per un'apertura alare di 25–30 cm ed un peso di 48-60 g.

### Aspetto
Si tratta di un uccello dalla forma squadrata, con grossa testa e becco conico, tozzo e forte. Ai due lari del becco è presente una piccola escrescenza simile a un dente.

È presente un dimorfismo sessuale piuttosto marcato. Il maschio, infatti, è di colore nero su testa, collo, petto, ali e, con spalle e copritrici della coda verde oliva: il ventre ed il sottocoda sono di colore giallo, mentre sulle ali è presente una banda bianca dalla quale la specie ricava il suo nome comune. Nella femmina, le aree del corpo che nel maschio sono nere assumono invece colorazione cenerina, ed il giallo assume tonalità verdastre.

In ambedue i sessi il becco è grigio-nerastro, le zampe carnicino scuro e gli occhi di colore bruno scuro.

## Biologia
Il frosone alibianche è un uccello schivo e solitario all'infuori del periodo degli amori: tuttavia, non è raro osservarne piccoli gruppi nei pressi di fonti di cibo o di acqua.

### Alimentazione
Questi uccelli si nutrono soprattutto di semi di ginepro, che cresce abbondante nelle aree montane, anche al di sopra della linea degli alberi. Possono tuttavia mangiare praticamente qualsiasi tipo di seme, non avendo problemi ad aver ragione dell'involucro in virtù del robusto becco e della poderosa muscolatura ad esso associata. Nella loro dieta sono compresi anche altri cibi di origine vegetale, come germogli e bacche, mentre è più raro che questi uccelli si nutrano di invertebrati: questi ultimi vengono predati in special modo durante la stagione delle cove, quando si rende necessario un surplus di energia per compensare gli sforzi riproduttivi e per far fronte all'elevata richiesta nutritiva dei nidiacei.

### Riproduzione
La stagione riproduttiva inizia a primavera inoltrata: la femmina si occupa da sola della costruzione del nido (una coppa di rametti intrecciati foderata all'interno di erba e materiale soffice, posta nel folto della vegetazione) e della cova delle 3-5 uova che vengono deposte, col maschio che le procura il cibo durante questa operazione che dura 13-15 giorni. I piccoli vengono imbeccati da entrambi i genitori e s'involano generalmente a 22-25 giorni dalla schiusa, ma tendono a rimanere coi genitori per altre due o tre settimane.